# Am Werder 11b

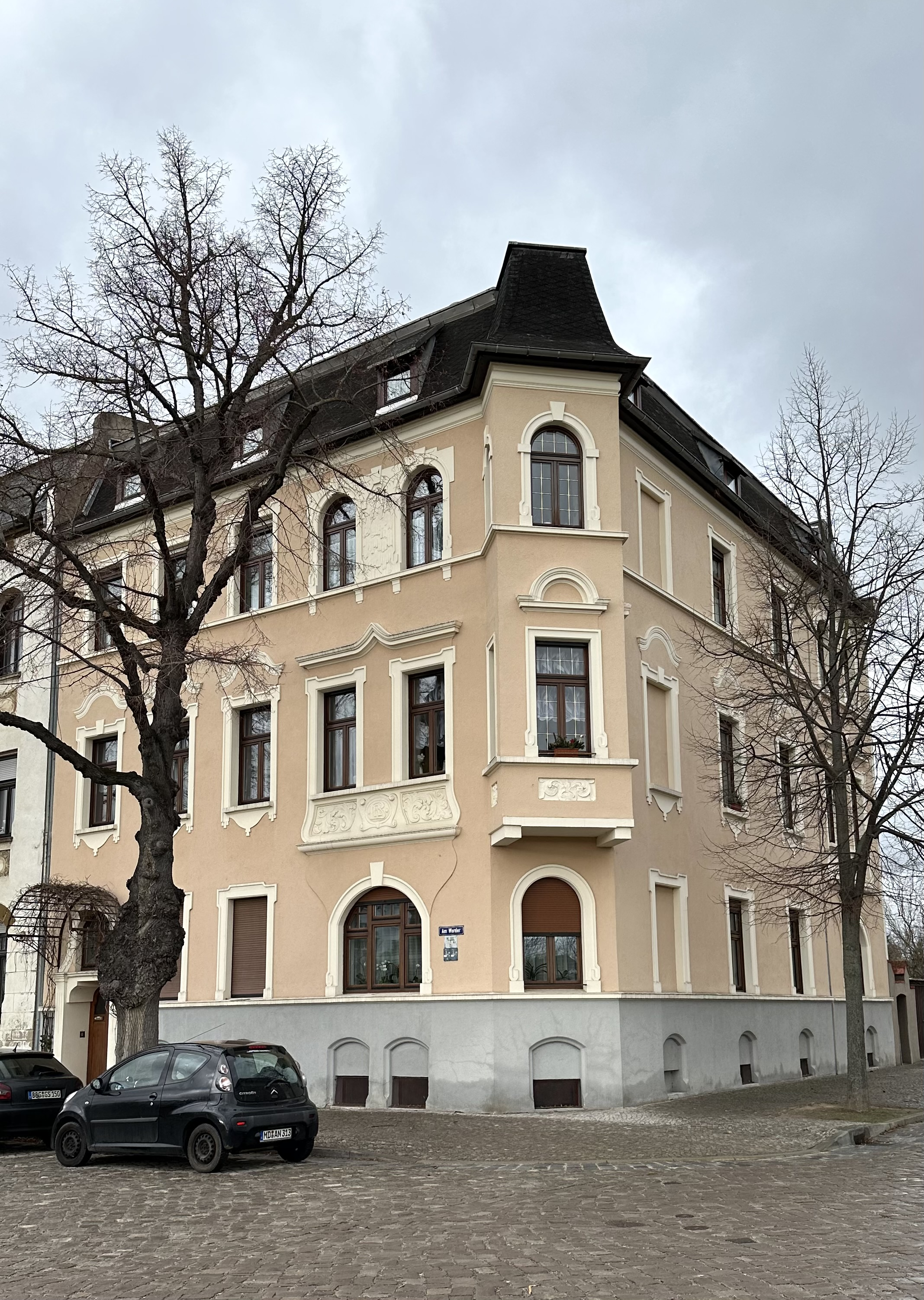
Am Werder 11b

Am Werder 11b ist ein denkmalgeschütztes Wohnhaus in Bernburg (Saale) in Sachsen-Anhalt.

## Lage
Das Gebäude steht an der Nordseite der Straße Am Werder in einer Ecklage zur östlich verlaufenden Straße An der Aue nordöstlich der Bernburger Talstadt. Etwas weiter östlich liegt das linke Saaleufer. Südlich befindet sich die Annenbrücke. Westlich grenzt das gleichfalls denkmalgeschützte Haus Am Werder 11a an.

## Architektur und Geschichte
Das dreigeschossige, verputzte Wohnhaus entstand im frühen 20. Jahrhundert. Die Fassaden des Eckhauses verfügen über ein aufwendiges Dekor. Die Ecksituation ist durch einen zweigeschossigen Kastenerker vor den Obergeschossen betont. Bedeckt wird der Bau durch ein Mansarddach.
Im Denkmalverzeichnis des Landes Sachsen-Anhalt ist das Wohnhaus unter der Erfassungsnummer 094 60554 als Baudenkmal verzeichnet.
Aufgrund seiner exponierten Lage gilt das Gebäude als in besonderer Weise städtebaulich bedeutend.